# 后稷 (称号)
稷，是中国上古的农官名，也是农神、五穀神的称号:116。
炎帝烈山氏掌管天下的时候，他的儿子柱能种植各种谷物和蔬菜，被尊为谷神，夏朝之前被人祭祀；夏朝兴起后，周部落的弃继承了柱的事业，也被尊为稷神，自商朝以后受到人们的祭祀。
弃的子孙世袭后稷的官职，传至不窋，大概在孔甲时代，夏朝衰落，废去了农官不顾农事，不窋因此而失去官职，就流浪到了戎狄地区定居下来。